# Carles Cardús i Carrió
Carles Cardús i Carrió   (Barcelona, 26 de setembre de 1959) és un antic pilot de motociclisme català que destacà en competició internacional durant la dècada del 1980. Centrat en la categoria dels 250cc, va ser-ne Campió d'Europa (1983) i dues vegades Campió d'Espanya (1982 i 1983). El 1990 va estar a punt de guanyar-ne el Campionat del Món, però finalment fou subcampió darrere de John Kocinski.
Cardús és conegut amb el sobrenom de Tiriti, que heretà del seu pare, Jordi Cardús, un consumat esportista que destacà en natació i futbol. El malnom és una deformació de «tira-t'hi!», allò que li cridaven sovint els companys de natació quan Cardús dubtava a tirar-se a la piscina (en aquella època, sovint amb l'aigua força freda).
El nebot de Carles, Ricky Cardús, va competir al mundial de Moto2 durant la dècada del 2010.

## Carrera esportiva

### Primers anys
Nascut a Barcelona, Carles Cardús ha residit sempre a Tiana, al Maresme. El seu germà gran, Lluís Cardús (pare d'en Ricky) era un gran aficionat al motociclisme i, de joves, tots dos acostumaven a córrer amb tota mena de motocicletes per la carretera de la Conreria.
Carles començà a destacar en competició el 1979 a la Copa Crono de Montesa, que estigué a punt de guanyar, i a la Copa Bultaco Streaker, on fou segon per darrere de Sito Pons i davant de Jorge Martínez, "Aspar". Posteriorment participà amb èxit en el Critèrium Solo Moto.
El 1980 va guanyar, fent equip amb Mingo Gil, el campionat d'Espanya de resistència amb una Montesa. El 1981, amb una Siroko, va acabar quart al campionat d'Espanya de velocitat de 250cc, el qual guanyà el 1982.

### Al mundial de motociclisme

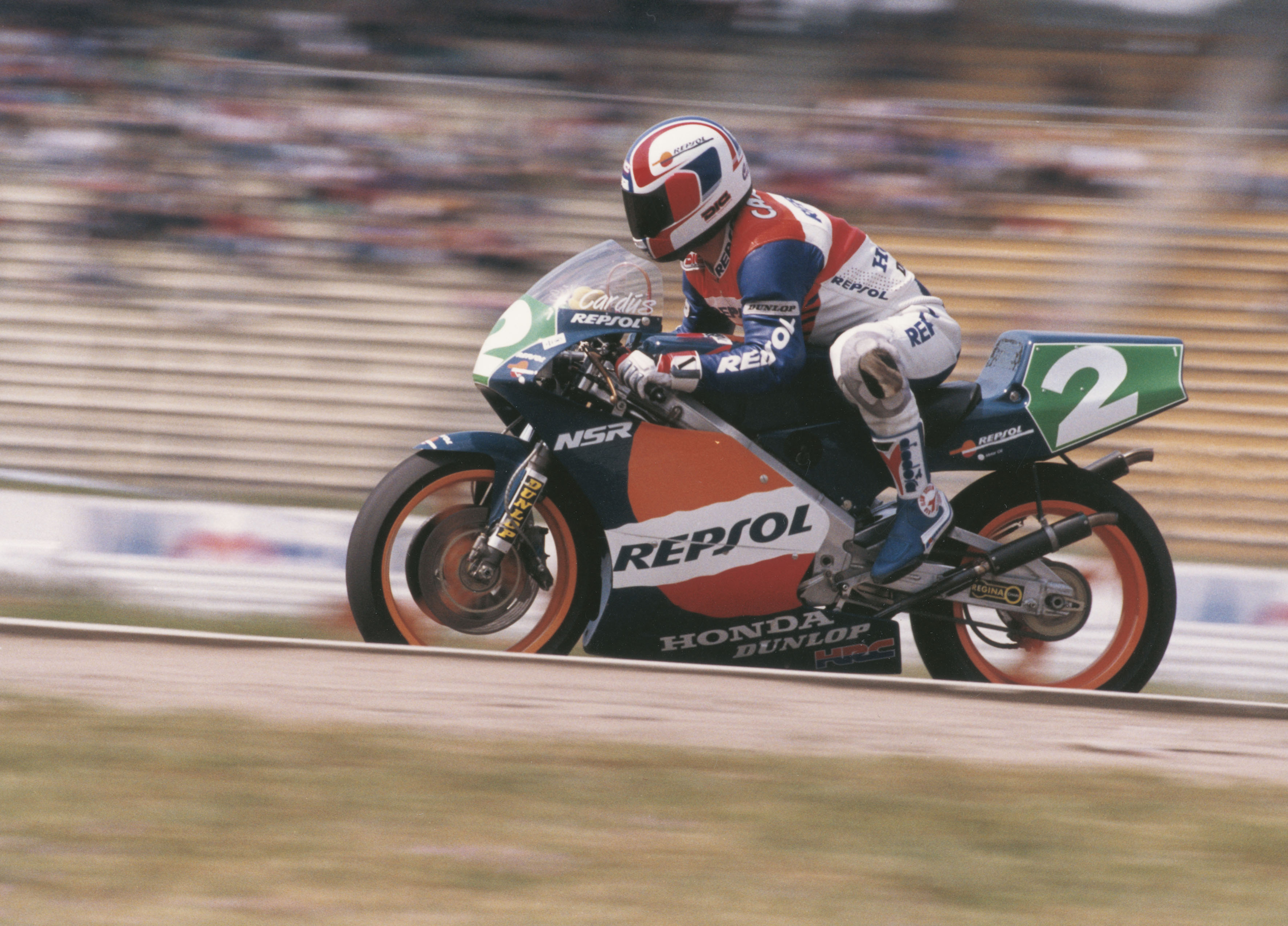
Cardús a Hockenheimring amb l'Honda el 1991

El 1983 guanyà els campionats d'Espanya i d'Europa de 250cc amb la Kobas, alhora que debutà al campionat del món. Durant les temporades del 1984 i 1985 hi va córrer amb la JJ Cobas i el 1986 va fitxar per l'equip Campsa-Honda, marca amb la qual va continuar durant la resta de la seva carrera. A l'octubre va guanyar, fent equip amb Min Grau i Joan Garriga als comandaments d'una Ducati 850, les 24 Hores de Montjuïc. Aquella edició, marcada per l'accident mortal de Mingo Parés, fou la darrera d'aquesta prova.
El 1987 va obtenir els seus primers podis al mundial (tres tercers llocs) i va acabar la temporada en cinquè lloc final. El 1988 va patir una forta caiguda al Gran Premi d'Espanya, disputat al circuit del Jarama, que el va deixar fora del campionat durant quatre Grans Premis. Tot i així se'n va recuperar i encara va acabar la temporada en la novena posició final. El 1989 va aconseguir al Gran Premi de França la seva primera victòria en Gran Premi i va acabar el campionat en quarta posició.
El 1990 va guanyar quatre Grans Premis i fou subcampió del món després de perdre el títol a la darrera cursa, el Gran Premi d'Austràlia, en favor de John Kocinski. Cardús, que amb la segona posició (si guanyava Kocinski) en tenia prou per a aconseguir el títol, va patir una avaria -se li va trencar la palanca de canvi- i hagué d'abandonar, mentre que l'americà va guanyar la cursa i es va proclamar campió. Més tard, Cardús va arribar a dir que aquella avaria havia estat un sabotatge del seu cap de mecànics, George Vukmanovich. L'any següent, 1991, va acabar el mundial en tercera posició després d'haver aconseguit nombrosos podis, però cap victòria.
A partir de la temporada de 1992, els resultats de Cardús al mundial començaren a afluixar. La seva darrera cursa va ser el Gran Premi d'Europa de 1993, disputat al circuit de Catalunya, després de la qual es va retirar.

### Retirada
Tot i retirat, Cardús va tornar breument a la competició internacional el 1994 per a disputar amb una Ducati la prova del Campionat del Món de Superbike del circuit d'Albacete, on acabà tretzè a la primera cursa i vuitè a la segona.
El 1997 va guanyar les 24 hores Motociclistes de Catalunya al circuit de Catalunya fent equip amb Ricard Jové i Rubén Xaus als comandaments d'una Honda CBR 600. Esdevingué així l'únic a haver guanyat mai les 24 Hores a Montjuïc i a Montmeló.

## Resultats al Mundial de motociclisme
Barem de puntuació de 1969 a 1987:
| Posició | 1  | 2  | 3  | 4 | 5 | 6 | 7 | 8 | 9 | 10 |
| Punts   | 15 | 12 | 10 | 8 | 6 | 5 | 4 | 3 | 2 | 1  |

Barem de puntuació de 1988 a 1991:
| Posició | 1  | 2  | 3  | 4  | 5  | 6  | 7 | 8 | 9 | 10 | 11 | 12 | 13 | 14 | 15 |
| Punts   | 20 | 17 | 15 | 13 | 11 | 10 | 9 | 8 | 7 | 6  | 5  | 4  | 3  | 2  | 1  |

Barem de puntuació de 1992:
| Posició | 1  | 2  | 3  | 4  | 5 | 6 | 7 | 8 | 9 | 10 |
| Punts   | 20 | 15 | 12 | 10 | 8 | 6 | 4 | 3 | 2 | 1  |

Barem de puntuació de 1993 ençà:
| Posició | 1  | 2  | 3  | 4  | 5  | 6  | 7 | 8 | 9 | 10 | 11 | 12 | 13 | 14 | 15 |
| Punts   | 25 | 20 | 16 | 13 | 11 | 10 | 9 | 8 | 7 | 6  | 5  | 4  | 3  | 2  | 1  |

(Ids. Grans Premis | Llegenda) (Curses en negreta indiquen pole; curses en  itàlica indiquen volta ràpida)
| Any  | Categoria | Equip         | 1      | 2      | 3      | 4      | 5      | 6      | 7      | 8      | 9       | 10     | 11     | 12     | 13     | 14    | 15     | Punts | Posició | Victòries |
| ---- | --------- | ------------- | ------ | ------ | ------ | ------ | ------ | ------ | ------ | ------ | ------- | ------ | ------ | ------ | ------ | ----- | ------ | ----- | ------- | --------- |
| 1983 | 250cc     | Kobas-Rotax   | RSA NC | FRA 21 | NAT -  | GER 11 | ESP 9  | AUT -  | YUG -  | DTT 16 | BEL NC  | GBR 11 | SWE NC |        |        |       |        | 2     | 28è     | 0         |
| 1984 | 250cc     | JJ Cobas      | RSA -  | NAT NC | ESP NC | AUT -  | GER -  | FRA 7  | YUG NC | DTT -  | BEL 11  | GBR NC | SWE NC | SM NC  |        |       |        | 4     | 25è     | 0         |
| 1985 | 250cc     | JJ Cobas      | RSA 6  | ESP NC | GER 5  | NAT NC | AUT NC | YUG NC | DTT NC | BEL 5  | FRA NC  | GBR NC | SWE NC | SM 7   |        |       |        | 21    | 12è     | 0         |
| 1986 | 250cc     | Campsa Honda  | ESP NC | NAT NC | GER 13 | AUT NC | YUG 5  | DTT NC | BEL 6  | FRA 17 | GBR 5   | SWE 19 | SM NC  |        |        |       |        | 17    | 12è     | 0         |
| 1987 | 250cc     | Campsa Honda  | JPN NC | ESP -  | GER 4  | NAT 7  | AUT 5  | YUG NC | DTT 4  | FRA 3  | GBR 8   | SWE 6  | CSR 3  | SM NC  | POR NC | BRA 3 | ARG 5  | 70    | 5è      | 0         |
| 1988 | 250cc     | Ducados Honda | JPN 9  | USA NC | ESP NC | EXP -  | NAT -  | GER -  | AUT NC | DTT 12 | BEL 7   | YUG 8  | FRA 8  | GBR 12 | SWE 5  | CSR 5 | BRA 7  | 71    | 9è      | 0         |
| 1989 | 250cc     | Repsol Honda  | JPN 8  | AUS 7  | USA 5  | ESP 5  | NAT 4  | GER 6  | AUT 6  | YUG 6  | DTT 4   | BEL 3  | FRA 1  | GBR NC | SWE 4  | CSR 8 | BRA 5  | 162   | 4t      | 1         |
| 1990 | 250cc     | Repsol Honda  | JPN 2  | USA 6  | ESP 4  | NAT 4  | GER 2  | AUT NC | YUG 1  | DTT 2  | BEL 3   | FRA 1  | GBR 5  | SWE 1  | CSR 1  | HUN 3 | AUS NC | 208   | 2n      | 4         |
| 1991 | 250cc     | Repsol Honda  | JPN 2  | AUS 3  | USA 4  | ESP 6  | ITA 6  | GER 2  | AUT 2  | EUR 3  | DTT 5   | FRA 3  | GBR 2  | SM 2   | CSR 2  | VDM 2 | MAL 2  | 205   | 3r      | 0         |
| 1992 | 250cc     | Repsol Honda  | JPN NC | AUS 2  | MAL 4  | ESP 5  | ITA 7  | EUR NC | GER -  | DTT -  | HUN NVC | FRA 5  | GBR 8  | BRA -  | RSA -  |       |        | 48    | 8è      | 0         |
| 1993 | 250cc     | Honda         | AUS 6  | MAL 18 | JPN NC | ESP -  | AUT -  | GER 9  | DTT NC | EUR 6  | SM -    | GBR -  | CZE -  | ITA -  | USA -  | FIM - |        | 27    | 18è     | 0         |